# Ausra Fridrikas
Ausra Fridrikas (Varėna, 30 april 1967) is een Litouws-Oostenrijkse handbalspeler. Ze kwam in haar carrière uit voor drie landen. Eerst voor de Sovjet-Unie, vervolgens enkele jaren voor Litouwen en vanaf 1994 voor Oostenrijk.

## Carrière

### Club
Fridrikas begon haar carrière bij Eglė Vilnius. Met die club won ze in 1988 de EHF European League. In 1992 ging ze spelen voor CM Mar Valencia, maar dat was van korte duur, want nog hetzelfde jaar stapte ze over naar de Oostenrijks topclub Hypo Niederösterreich. Met Hypo Niederösterreich won ze van 1993 tot 2000 zowel het Oostenrijkse kampioenschap als de Oostenrijkse beker, en in de jaren 1993, 1994, 1995, 1998 en 2000 de EHF Champions League. In 2000 verkaste ze naar Bækkelagets SK, waar ze 2 seizoenen voor speelde. Daarna stapte ze over naar het Deense Slagelse FH. Met Slagelse FH won ze in 2003 de EHF European League en in 2004 en 2005 de EHF Champions League. In 2003 was ze Deense bekerwinnaar met Slagelse, 2003 en 2005 Deens kampioen. In 2005 keerde ze terug naar Oostenrijk. Aanvankelijk voor ZV McDonald's Wiener Neustadt, maar na één seizoen volgde een terugkeer naar Hypo Niederösterreich, waarmee ze opnieuw het Oostenrijkse kampioenschap en de Oostenrijks beker won. In 2007 beëindigde Ausra Fridrikas haar carrière.

### Nationale teams
Aanvankelijk speelde Fridrikas voor het nationale handbalteam van de Sovjetunie en kwam daarmee tot 165 interlands. Met de Sovjetselectie werd ze in 1990 wereldkampioen. Nadat Litouwen zich onafhankelijk had verklaard kwam Fridrikas uit voor Litouwen waar de 86 interlands voor speelde.
Nadat ze in 1994 het Oostenrijks staatburgerschap had verkregen, kwam Fridrikas uit voor Oostenrijk, waarvoor ze 133 interlands speelde. Met de Oostenrijkse ploeg won ze brons op het EK in 1996 en het WK in 1999. Op het WK 1999 werd Fridrikas uitgeroepen tot "Most Valuable Player". Op de Olympische Spelen van 2000 bereikte Fridrikas met het Oostenrijkse team de vijfde plaats.

### IHF speler van het jaar
In 1999 werd uitgeroepen tot Wereldhandbalspeelster van het jaar door de Internationale Handbalfederatie

### Trainersloopbaan
In oktober 2011 nam Fridrikas het roer over als coach van het Oostenrijkse meisjesteam (geboren in 1996). Van 2015 tot 2017 was ze de coach van het Oostenrijkse meisjesteam (geboren in 2000) en leidde ze tot 30 juni 2018 het projectteam van Oostenrijk voor 2020. Van 2017 tot eind 2019 werkte ze als trainer bij handbalvereniging SSV Dornbirn. Van de zomer van 2020 tot november 2020 coachte ze het Duitse tweedeklasser TG Nürtingen, vanaf 2020 coachte ze de A-Jeugd van TuS Metzingen.

## Privéleven
Fridrikas trouwde met de Litouwse internationale voetballer Robertas Fridrikas, en hun zoon Lukas voetbalt ook professioneel.
 Svetlana Kitić (1988) ·
 Kim Hyun-mee (1989) ·
 Jasna Kolar-Merdan (1990) ·
 Mia Hermansson-Högdahl (1994) ·
 Erzsébet Kocsis (1995) ·
 Lim O-kyeong (1996) ·
 Anja Andersen (1997) ·
 Trine Haltvik (1998) ·
 Ausra Fridrikas (1999) ·
 Bojana Radulović (2000) ·
 Cecilie Leganger (2001) ·
 Zhai Chao (2002) ·
 Bojana Radulović (2003) ·
 Anita Kulcsár (2004) ·
 Anita Görbicz (2005) ·
 Nadine Krause (2006) ·
 Gro Hammerseng (2007) ·
 Linn-Kristin Riegelhuth (2008) ·
 Allison Pineau (2009) ·
 Cristina Neagu (2010) ·
 Heidi Løke (2011) ·
 Alexandra do Nascimento (2012) ·
 Andrea Lekić (2013) ·
 Eduarda Amorim (2014) ·
 Cristina Neagu (2015) ·
 Cristina Neagu (2016) ·
 Cristina Neagu (2018) ·
 Stine Bredal Oftedal (2019) ·
 Sandra Toft (2021)